# Polydesmus komareki
Polydesmus komareki är en mångfotingart som beskrevs av Lozek och Julicka 1962. Polydesmus komareki ingår i släktet Polydesmus och familjen plattdubbelfotingar. Inga underarter finns listade i Catalogue of Life.